# 大众途昂
大众途昂（Teramont），是Volkswagen Atlas在中國、中東、俄羅斯、墨西哥的名稱，是一款由大众於2017年發表的中大型SUV。該車款在动力方面搭载2.0TSI高/低功率发动机或2.5T V6（扭矩最高达500牛·米，搭配DQ500 7速湿式双离合变速箱）发动机。該車款在内饰方面中控台保持CrossBlue概念车的设计风格，中控台中央的多媒体信息显示屏搭载有App-Connect手机互联平台，可支持Apple CarPlay、Android Auto手机互联功能。在配置方面，該車款有標配或選配自适应巡航、盲点监测、车道保持、防碰撞预警、前排座椅加热/通风、方向盘加热、全景天窗等功能，而高配车型还配有12.3英寸全液晶仪表盘。